# Jean Toulat
Ne doit pas être confondu avec Pierre Toulat.
Jean Toulat, né le 23 juillet 1915 à Chauvigny dans la Vienne et mort le 28 décembre 1994 à Paris, est un prêtre catholique, écrivain et essayiste français, pacifiste, militant très actif de la non-violence.

## Biographie
Ordonné prêtre en 1938, il est curé de Jardres dans la Vienne, il participe à la résistance à l'occupant pendant la Seconde Guerre mondiale. Il fut ensuite vicaire à la paroisse Saint-Porchaire de Poitiers jusqu'en 1974.
Il fit en juillet et aout 1959, un voyage au Canada et plus particulièrement dans la partie francophone où il s'intéressa à la vie quotidienne des Canadiens français et au fonctionnement des institutions locales. Il en rédigera un ouvrage de référence : Canada  Terre de France  publié en avril 1960.
Il participa à toutes les grandes actions pour la paix des années 1970 à 1990, des luttes du Larzac au côté de Jean-Marie Muller jusqu'à la critique de La Marseillaise en passant par ses pamphlets contre la peine de mort.
Dans sa note confidentielle n° 46 976, Michel Debré, ministre de la Défense, écrit à propos de La bombe ou la vie : « Le livre de Jean Toulat renfermant des passages susceptibles de nuire à la discipline et au moral des troupes, l'achat et la mise en circulation de ce livre par les bibliothèques militaires et les foyers sont interdits jusqu'à nouvel ordre. » Des personnalités, dont Jean Rostand, Bernard Clavel, le général Jousse, Alfred Kastler, l'abbé Pierre dénoncent cette interdiction comme « une atteinte au droit à l'information reconnu par la déclaration universelle des droits de l'homme ».
Il a été membre du Comité de parrainage du Centre de documentation et de recherche sur la paix et les conflits rebaptisé Observatoire des armements.
Il participa aussi à la rédaction de l'hebdomadaire français La Vie et publia de nombreuses chroniques dans l'hebdomadaire régional Courrier français.
Il lutta aussi contre l'avortement, indiquant dans une interview que celui-ci faisait "entre 40 et 50 millions de morts dans le monde."
Il est frère de Pierre Toulat, également prêtre.

## Œuvres
- Canada  Terre de France, Éditions Guy Victor, 1960.
- Proche Allemagne, Éditions Guy Victor, 1961.
- Juifs mes frères, 1963.
- Les grévistes de la guerre, 1971.
- Le Larzac et la paix, 1972.
- L'avortement, crime ou libération, 1973.
- Hérauts de notre temps : de Mauriac à Nana Mouskouri, 1973.
- La bombe ou la vie, 1969.
- Objectif Mururoa avec Bollardière, 1974.
- Les forces de l'amour : de Jean Vanier à Mère Teresa, 1976  (ISBN 9782718508207)
- La peine de mort en question, 1977  (ISBN 978-2857040064)
- Raoul Follereau ou Le baiser aux lépreux, 1978  (ISBN 9782706700385)
- Les forces de l'espoir, 1981  (ISBN 9782718508962), Prix Paul Teissonnière de l'Académie française en 1982.
- Combattants de la non-violence : de Lanza Del Vasto au Général de Bollardière, 1983  (ISBN 9782204019866)
- L'Euthanasie en question - Faut-il tuer par amour ? , (Broché). Jean Toulat. Pygmalion Editions. Paru le 01/03/1983
- Oser la paix : requête au Président de la République, 1985, avec François Mitterrand  (ISBN 9782204023962)
- Les forces de la foi : du cardinal Lustiger à sœur Emmanuelle, 1986  (ISBN 9782718509679)
- Un combat pour l'homme : le Général de Bollardière, 1987  (ISBN 9782227355163)
- Terres promises : de Québec à Jérusalem, 1987  (ISBN 9782718509815)
- Dom Helder Camara, 1989  (ISBN 978-2227340534)
- Le Pape contre la guerre du Golfe : Jean-Paul II censuré, 1991  (ISBN 9782868392350)
- Pour une Marseillaise de la fraternité, 1992, avec l'Association Pour une Marseillaise de la fraternité  (ISBN 9782909071077)